# Telchinia aubyni
Telchinia aubyni is een vlinder uit de familie van de Nymphalidae. De wetenschappelijke naam van de soort is voor het eerst gepubliceerd in 1912 door Harry Eltringham.
Deze soort komt voor in de kuststreek van Kenia en Noord-Tanzania.